# Cortinarius phaeopygmaeus
Cortinarius phaeopygmaeus är en svampart som beskrevs av J. Favre 1955. Cortinarius phaeopygmaeus ingår i släktet Cortinarius och familjen spindlingar.  Arten är reproducerande i Sverige. Inga underarter finns listade i Catalogue of Life.